# Lonicera tragophylla
Lonicera tragophylla är en kaprifolväxtart som beskrevs av William Botting Hemsley. Lonicera tragophylla ingår i släktet tryar, och familjen kaprifolväxter. Inga underarter finns listade i Catalogue of Life.